# Sulphur Springs (Arkansas)
Sulphur Springs é uma cidade localizada no estado americano de Arkansas, no Condado de Benton.

## Demografia
Segundo o censo americano de 2000, a sua população era de 671 habitantes.
Em 2006, foi estimada uma população de 676, um aumento de 5 (0.7%).

## Geografia
De acordo com o United States Census Bureau, a localidade tem uma área de 2,6 km², sem área coberta por água.

## Localidades na vizinhança
O diagrama seguinte representa as localidades num raio de 24 km ao redor de Sulphur Springs.